# ماريو مندونسا
ماريو مندونسا (18 أغسطس 1991 بإسبوسيندي في البرتغال - ) هو لاعب كرة قدم برتغالي في مركز الهجوم. لعب مع U.D. Oliveirense ‏ وA.D. Esposende ‏ ونادي تشافيس.

## وصلات خارجية
- ماريو مندونسا على موقع قاعدة بيانات كرة القدم.إي يو (الإنجليزية)
- ماريو مندونسا على موقع Soccerway.com (الإنجليزية)